# Juan Manuel Cerúndolo
Juan Manuel Cerúndolo (sinh ngày 15 tháng 11 năm 2001) là một vận động viên quần vợt người Argentina.
Cerúndolo có thứ hạng đánh đơn ATP cao nhất là vị trí số 181 vào ngày 1 tháng 3 năm 2021. Anh có thứ hạng đánh đôi ATP cao nhất là vị trí số 376 vào ngày 3 tháng 2 năm 2020.
Cerúndolo lần đầu vào vòng đấu chính ATP tại giải Córdoba Open 2021, sau khi vượt qua vòng loại, anh đã vô địch giải đấu. Tay vợt số 335 thế giới là tay vợt thứ 5 thế giới có thứ hạng thấp nhất giành một danh hiệu ATP kể từ sau năm 1990, là tay vợt Argentina trẻ nhất vô địch một giải đấu ATP sau Guillermo Coria vào năm 2001, và là tay vợt đầu tiên vô địch ngay trong lần đầu tham dự giải đấu ATP sau Santiago Ventura vào năm 2004.
Anh trai của anh Francisco Cerúndolo cũng là một vận động viên quần vợt.

## Chung kết ATP

### Đơn: 1 (1 danh hiệu)
| Legend                    |
| ------------------------- |
| Giải Grand Slam (0–0)     |
| ATP Finals (0–0)          |
| Masters 1000 (0–0)        |
| ATP Tour 500 Series (0–0) |
| ATP Tour 250 Series (1–0) |

| Chung kết theo mặt sân |
| ---------------------- |
| Cứng (0–0)             |
| Đất nện (1–0)          |
| Cỏ (0–0)               |

| Chung kết theo lắp đặt |
| ---------------------- |
| Ngoài trời (1–0)       |
| Trong nhà (0–0)        |

| Kết quả | T–B | Ngày             | Giải đấu                | Thể loại   | Mặt sân | Đối thủ              | Tỷ số         |
| ------- | --- | ---------------- | ----------------------- | ---------- | ------- | -------------------- | ------------- |
| Thắng   | 1–0 | Tháng 2 năm 2021 | Córdoba Open, Argentina | 250 Series | Đất nện | Albert Ramos-Viñolas | 6–0, 2–6, 6–2 |

## Chung kết Futures và Challenger

### Đơn: 7 (3–4)
| Chú thích (Đơn)           |
| ------------------------- |
| ATP Challenger Tour (0–0) |
| ITF Futures Tour (3–4)    |

| Danh hiệu theo mặt sân |
| ---------------------- |
| Cứng (0–0)             |
| Đất nện (3–4)          |
| Cỏ (0–0)               |
| Thảm (0–0)             |

| Kết quả | T–B | Ngày              | Giải đấu                 | Thể loại          | Mặt sân | Đối thủ                | Tỷ số                  |
| ------- | --- | ----------------- | ------------------------ | ----------------- | ------- | ---------------------- | ---------------------- |
| Thắng   | 1–0 | Tháng 6 năm 2019  | M15 Tabarka, Tunisia     | World Tennis Tour | Đất nện | Antoine Escoffier      | 6–4, 7–6(8-6)          |
| Thua    | 1–1 | Tháng 8 năm 2019  | M15 Baja Hungary         | World Tennis Tour | Đất nện | Máté Valkusz           | 4–6, 6–4, 2–6          |
| Thắng   | 2–1 | Tháng 8 năm 2019  | M15 Helsinki, Phần Lan   | World Tennis Tour | Đất nện | Patrik Niklas-Salminen | 6–2, 6–3               |
| Thắng   | 3–1 | Tháng 9 năm 2019  | M15 Santiago, Chile      | World Tennis Tour | Đất nện | Sebastián Báez         | 7–6(7-5), 6–1          |
| Thua    | 3–2 | Tháng 10 năm 2019 | M15 Junín Argentina      | World Tennis Tour | Đất nện | Hernán Casanova        | 2–6, 1–6               |
| Thua    | 3–3 | Tháng 3 năm 2020  | M25 Hurlingham Argentina | World Tennis Tour | Đất nện | Facundo Díaz Acosta    | 6–7(2-7), 5–7          |
| Thua    | 3–4 | Tháng 1 năm 2021  | M15 Antalya Turkey       | World Tennis Tour | Đất nện | Giovanni Fonio         | Bỏ cuộc trước trận đấu |

### Đôi: 3 (1–2)
| Chú thích (Đôi)           |
| ------------------------- |
| ATP Challenger Tour (0–1) |
| ITF Futures Tour (1–1)    |

| Danh hiệu theo mặt sân |
| ---------------------- |
| Cứng (0–0)             |
| Đất nện (1–2)          |
| Cỏ (0–0)               |
| Thảm (0–0)             |

| Kết quả | T–B | Ngày             | Giải đấu                | Thể loại          | Mặt sân | Đồng đội               | Đối thủ                        | Tỷ số         |
| ------- | --- | ---------------- | ----------------------- | ----------------- | ------- | ---------------------- | ------------------------------ | ------------- |
| Thua    | 0–1 | Tháng 8 năm 2019 | M15 Baja Hungary        | World Tennis Tour | Đất nện | Francisco Comesaña     | Petr Hájek Ondřej Krstev       | 6–7(5-7), 3–6 |
| Thua    | 0–2 | Tháng 1 năm 2020 | Punta del Este, Uruguay | Challenger        | Đất nện | Thiago Agustín Tirante | Orlando Luz Rafael Matos       | 4–6, 2–6      |
| Thắng   | 1–2 | Tháng 1 năm 2021 | M15 Antalya Thổ Nhĩ Kỳ  | World Tennis Tour | Đất nện | Pedro Cachín           | Vladyslav Orlov Denis Yevseyev | 7–5, 6–2      |